# 眉間反射
眉間反射（みけんはんしゃ、glabellar reflex）とは、眉間を軽く叩くことで誘発される原始反射である。
被験者は眉間を叩かれるとまばたきする。正常であれば、数回繰り返されると刺激に慣れてまばたきしなくなる。繰り返されてもまばたきが止まらない場合は異常であり、これはマイヤーソン徴候と呼ばれる前頭葉解放徴候の一つである。パーキンソン病の人によく見られる。
眉間を叩かれると、求心性の感覚信号が三叉神経から脳幹に伝えられる。そして、遠心性の信号が顔面神経を介して眼輪筋に伝達され、眼輪筋が反射的に収縮することでまばたきが起こる。
この反射は、ロシア出身の臨床神経学者ロバート・ワーテンベルグによって初めて確認された。